# NEO PROPAGANDA
『NEO PROPAGANDA』（ネオ・プロパガンダ）は、上坂すみれの4枚目のオリジナルアルバム。2020年1月22日にKING AMUSEMENT CREATIVEから発売された。

## 概要
前作『ノーフューチャーバカンス』から約1年5ヶ月ぶりのアルバム。販売形態は通常盤（KICS-3891）と初回限定盤A（KICS-93891）、初回限定盤B（KICS-93892）の3種類で、初回限定盤Aには10thシングル「ボン♡キュッ♡ボンは彼のモノ♡」と、新曲で本アルバムのリード曲でもある「ネオ東京唱歌」の計2曲のミュージック・ビデオ、ジャケット撮影と「ネオ東京唱歌」のミュージック・ビデオのメイキング映像が収録されたBlu-rayが付属する。

## ライブツアー
本作の発売を受けて、上坂の2回目となるライブツアー『上坂すみれのPROPAGANDA CITY 2020』が越谷を皮切りに、大阪、名古屋、東京の全国4都市、全6公演開催される予定だったが、新型コロナウイルス感染症(covid-19)の影響で全公演中止となった
また翌年4月にLINE CUBE SHIBUYAで開催される予定だった『上坂すみれのPROPAGANDA CITY 2021』も同様の理由で中止された。
しかし、コロナウイルスの一時的な収束により同年10月30日・31日に、同タイトルのまま、開催地を舞浜アンフィシアターに変更し開催された。また、上坂自身初となる昼公演も31日に行われた。また、翌年2月9日には、最終日夜公演の模様とリハーサル、幕間映像などを収録した『「上坂すみれのPROPAGANDA CITY2021」LIVE Blu-ray』が発売された。

## 収録内容
| #         | タイトル                            | 作詞                                 | 作曲                                 | 編曲                                 | 時間  |
| --------- | ----------------------------------- | ------------------------------------ | ------------------------------------ | ------------------------------------ | ----- |
| 1.        | 「予感(Extra stage)」(Instrumental) |                                      | R・O・N                              | R・O・N                              | 1:41  |
| 2.        | 「ボン♡キュッ♡ボンは彼のモノ♡」     | 清竜人                               | 清竜人                               | 清竜人                               | 4:06  |
| 3.        | 「すーぱー呂布呂布ぱらだいす！」    | MOSAIC.WAV                           | MOSAIC.WAV                           | MOSAIC.WAV                           | 4:52  |
| 4.        | 「快走！ラスプーチン」              | アイキッド（ザ・リーサルウェポンズ） | アイキッド（ザ・リーサルウェポンズ） | アイキッド（ザ・リーサルウェポンズ） | 3:27  |
| 5.        | 「MESSAGE」                         | group_inou                           | group_inou                           | group_inou                           | 4:25  |
| 6.        | 「last sparkle」                    | 吟（BUSTED ROSE）                    | 吟（BUSTED ROSE）                    | 吟（BUSTED ROSE）                    | 4:10  |
| 7.        | 「女神と死神」                      | 上坂すみれ                           | 渡部チェル                           | 渡部チェル                           | 4:40  |
| 8.        | 「ウエサカダイナミック」            | ビートまりお（COOL&CREATE）          | ビートまりお（COOL&CREATE）          | ARM(IOSYS)                           | 4:53  |
| 9.        | 「夜勤の戦士のテーマ」              | 上坂すみれ                           | 松浦勇気                             | 設楽哲也                             | 4:58  |
| 10.       | 「アウターモスト -超自然恋愛-」     | TECHNOBOYS PULCRAFT GREEN-FUND       | TECHNOBOYS PULCRAFT GREEN-FUND       | TECHNOBOYS PULCRAFT GREEN-FUND       | 4:21  |
| 11.       | 「SPY」                             | 大槻ケンヂ                           | NARASAKI                             | NARASAKI                             | 4:55  |
| 12.       | 「ネオ東京唱歌」                    | 志磨遼平                             | 志磨遼平                             | 長谷川智樹                           | 4:27  |
| 合計時間: | 合計時間:                           | 合計時間:                            | 合計時間:                            | 合計時間:                            | 50:55 |

| #  | タイトル                                           | 作詞 | 作曲・編曲 |
| -- | -------------------------------------------------- | ---- | ---------- |
| 1. | 「ネオ東京唱歌」(MUSIC VIDEO)                      |      |            |
| 2. | 「ボン♡キュッ♡ボンは彼のモノ♡」(MUSIC VIDEO)       |      |            |
| 3. | 「NEO PROPAGANDA ジャケット撮影 OFF-SHOT」(MAKING) |      |            |
| 4. | 「ネオ東京唱歌 Music Video OFF-SHOT」(MAKING)      |      |            |